# Höstmannen
Höstmannen är en svensk kortfilm (dramakomedi) från 2010, skriven och regisserad av Jonas Selberg Augustsén. I rollerna ses bland andra Anton Raukola, Adam Huuva och Karin Anttila.

## Handling
Höstmannen söker människans viktigaste behov där nummer ett visar sig vara kaffe och nummer två att lyssna till sitt eget känsloliv.

## Rollista
- Anton Raukola
- Adam Huuva
- Karin Anttila
- Leena Autio
- Ros-Mari Barmosse
- Heimo Buska
- Anu Goman
- Aale Grekula
- Jalle Lindblad
- Oili Uusi-Seppälä
- Jessica Vänni-Heinänen

## Om filmen
Höstmannen producerades av Freddy Olsson för produktionsbolaget Bokomotiv Filmproduktion AB med ekonomiskt stöd av Stiftelsen Svenska Filminstitutet. Filmen samproducerades av Sveriges Television och Filmpool Nord. Filmen fotades av Harry Tuvanen och klipptes av Alberto Herskovits. Den premiärvisades den 4 februari 2010 på Göteborgs filmfestival och visades samma år på Uppsala Internationella Kortfilmfestival. Sveriges Television har också visat filmen.
Filmen belönades med flera priser år 2010: Svenska Filminstitutets och Sveriges Televisions novellfilmpris, bästa kortfilm vid Melbourne International Film Festival, Film und Video Untertitelung Prize vid Festival del film Locarno, juryns hedersomnämnande vid Warsaw Film Festival, andra pris vid Murmansk International Filmfestival samt juryns hedersomnämnande vid Tallinn Black Nights Film Festival.